# Shinichi Itoh

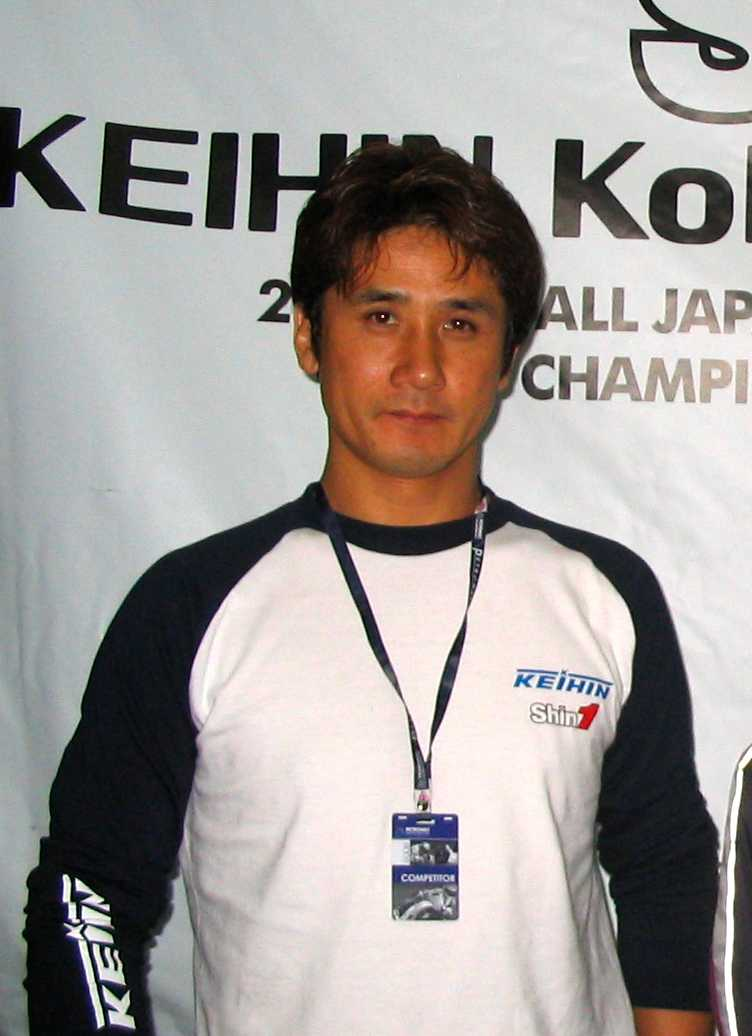
Shinichi Itoh 2008.

Shinichi Itoh, född 7 december 1966 i Kakuda i Miyagi prefektur, är en japansk roadracingförare.
Tre gånger blev Itoh japansk mästare i 500-kubiksklassen och tre gånger har han vunnit Suzuka 8-timmars. Ito var aktiv i världsmästerskapen i Grand Prix Roadracing från 1988 till 2011. Han fick med tiden anseende som en skicklig utvecklingsförare.

## Roadracingkarriär
Itoh tävlade med Honda i det japanska mästerskapet för 500cc mellan 1988 och 1993, och han vann mästerskapet 1990. Han tävlade även som wildcard i Japans Grand Prix vid flera tillfällen, och inför säsongen 1993  fick Itoh chansen att tävla hela säsongen för Hondas fabriksstall i 500GP i Grand Prix-sammanhang. Itoh fick en speciell motorcykel där Honda testade speciella inställningar och tekniska metoder, men han övertygade på banan i sin första europeiska säsong. Ito tog en tredjeplats som bäst och blev sjua i VM.
Roadracing-VM 1994 blev Itoh åter sjua i VM, efter bland annat en andraplats på Automotodrom Brno. Säsongen 1995 gjorde Itoh sin allra bästa internationella insats, när han ledde på Suzuka i säsongsöppningen, innan han kraschade i hällregnet. Hans säsong i övrigt var oerhört jämn och stabil och belönades med en femteplats i VM. Han sattes att utveckla en V2-motor av Honda för säsongen  1996, och den var inte alls så snabba som Honda hade hoppats, vilket ledde till att Itoh föll till tolfte i VM.
Efter det flyttade Itoh tillbaka till den japanska racingen, där han för Honda vann Suzuka 8-timmars såväl 1997 som 1998 tillsammans med Tohru Ukawa och japanska superbikemästerskapet 1998. Ito körde också Japans deltävling i Superbike-VM 1997-1999 och 2001. Han fortsatte som testförare för Honda och sedermera däckstillverkaren Bridgestone, och när Ducati bytte till Bridgestonedäck inför säsongen 2005 var Itoh den viktigaste testföraren. Som tack för det arbete han lade ned som gjorde att Loris Capirossi kunde vinna två tävlingar, fick Itoh köra Turkiets Grand Prix 2005 som ersättare för den skadade Capirossi. Dock tjuvstartade Itoh och blev diskvalificerad, när han sedan inte tog sitt straff att köra igenom depån. Han vann japanska superbike-mästerskapet på en Honda Fireblade såväl 2005 som 2006 och tillsammans med Takeshi Tsujimura Suzuka 8-timmars för Honda. Han gjorde ett nytt inhopp i MotoGP i Japans Grand Prix 2007 för Ducati samt slutligen för Honda i Japans GP 2011 där han kom på 13:e plats.